# Lámpara frontal

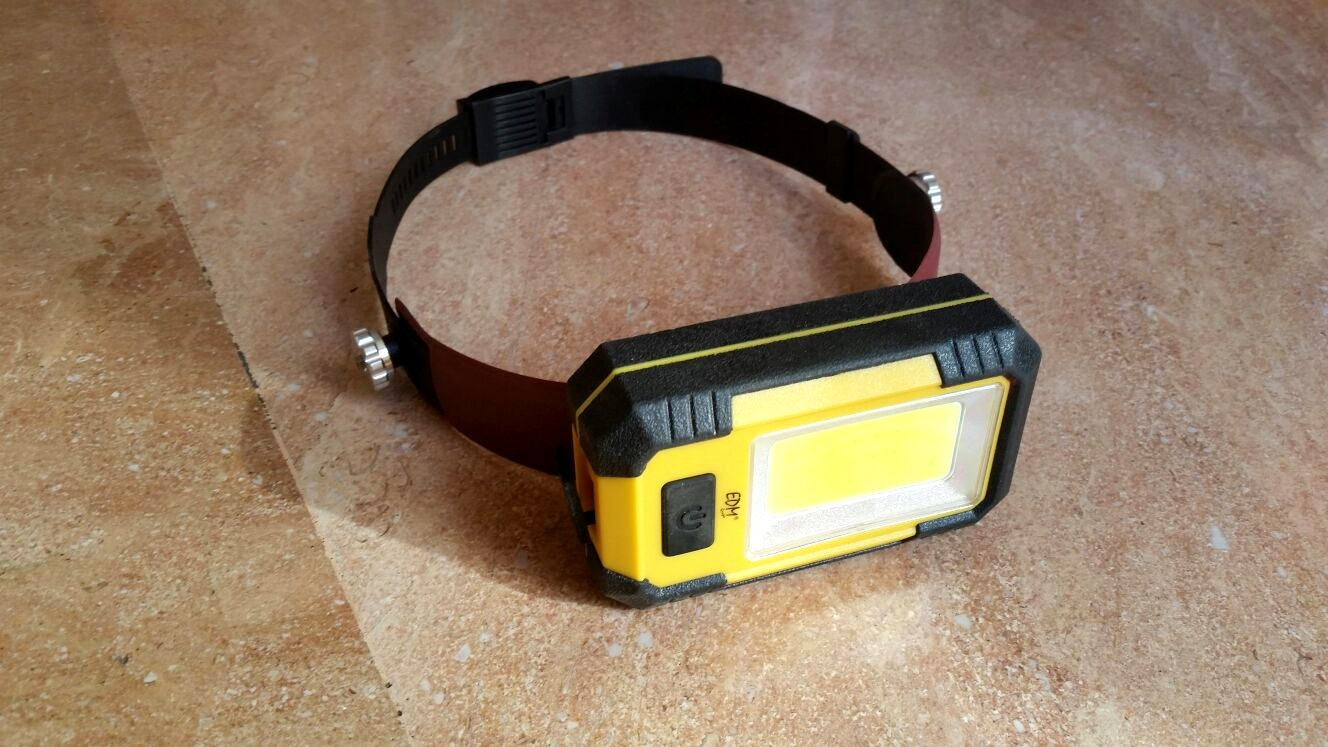
Lámpara frontal LED de 500 Lm con batería li-ion de 4000 mAh

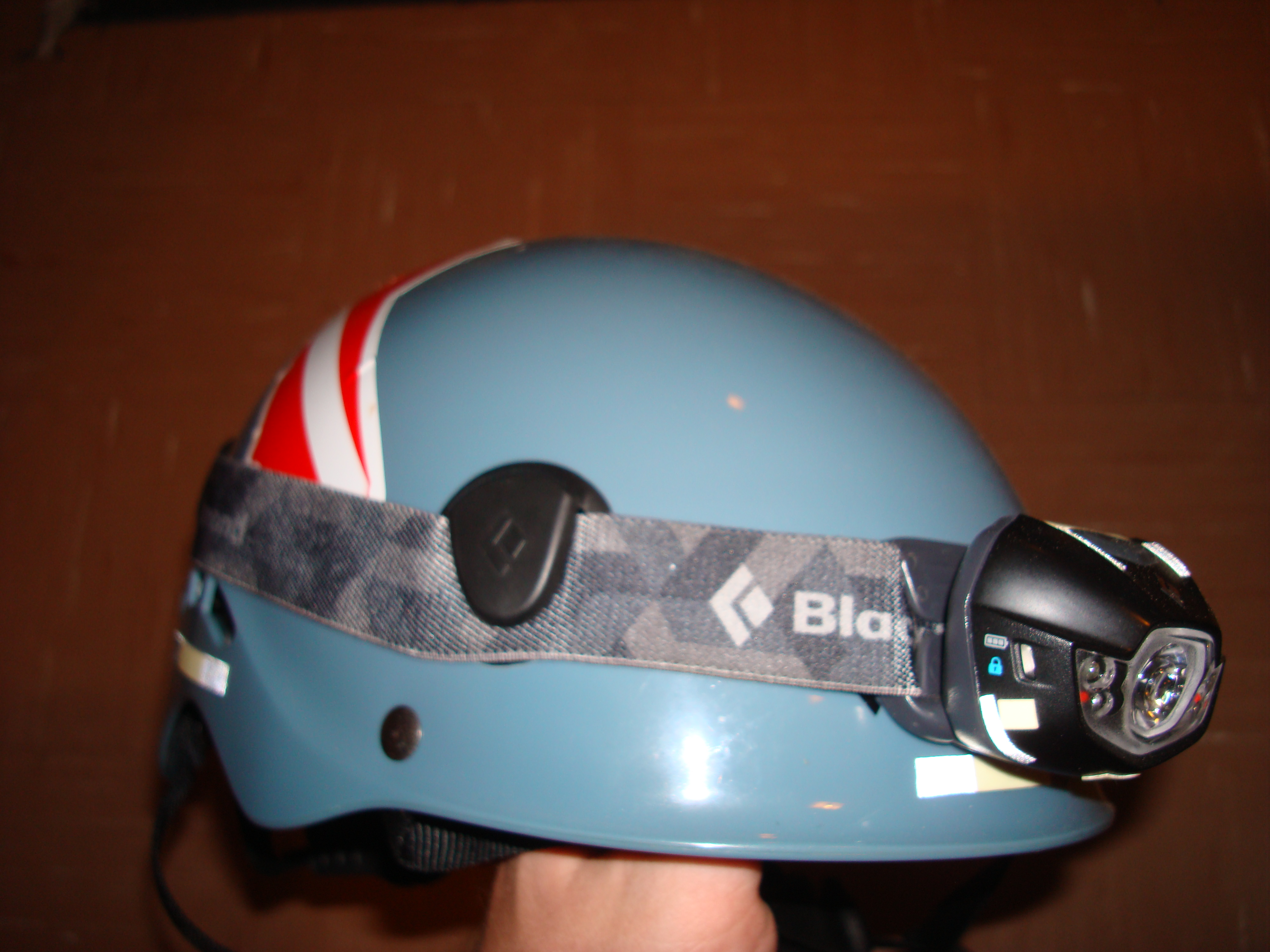
Black Diamond Spot con casco

Una lámpara frontal o linterna frontal es una fuente de luz colocada con un soporte en la parte anterior de la cabeza, muy útil para actividades al aire libre de noche o en condiciones oscuras. Se suelen usar en espeleología, orientación, senderismo, esquí, excursionismo, carreras de aventura, camping, montañismo o ciclismo de montaña.
Es una herramienta útil y cómoda que permite iluminar la zona donde se va a trabajar sin utilizar las manos, gracias a las correas elásticas y ajustables que permiten una perfecta adherencia a la cabeza del usuario.
Estas lámparas también pueden ser utilizadas por trabajadores de minería subterránea, búsqueda y rescate, o en cualquier trabajo que precise iluminación dejando las manos libres para trabajar como: cirujanos, mecánicos, etc..

## Descripción

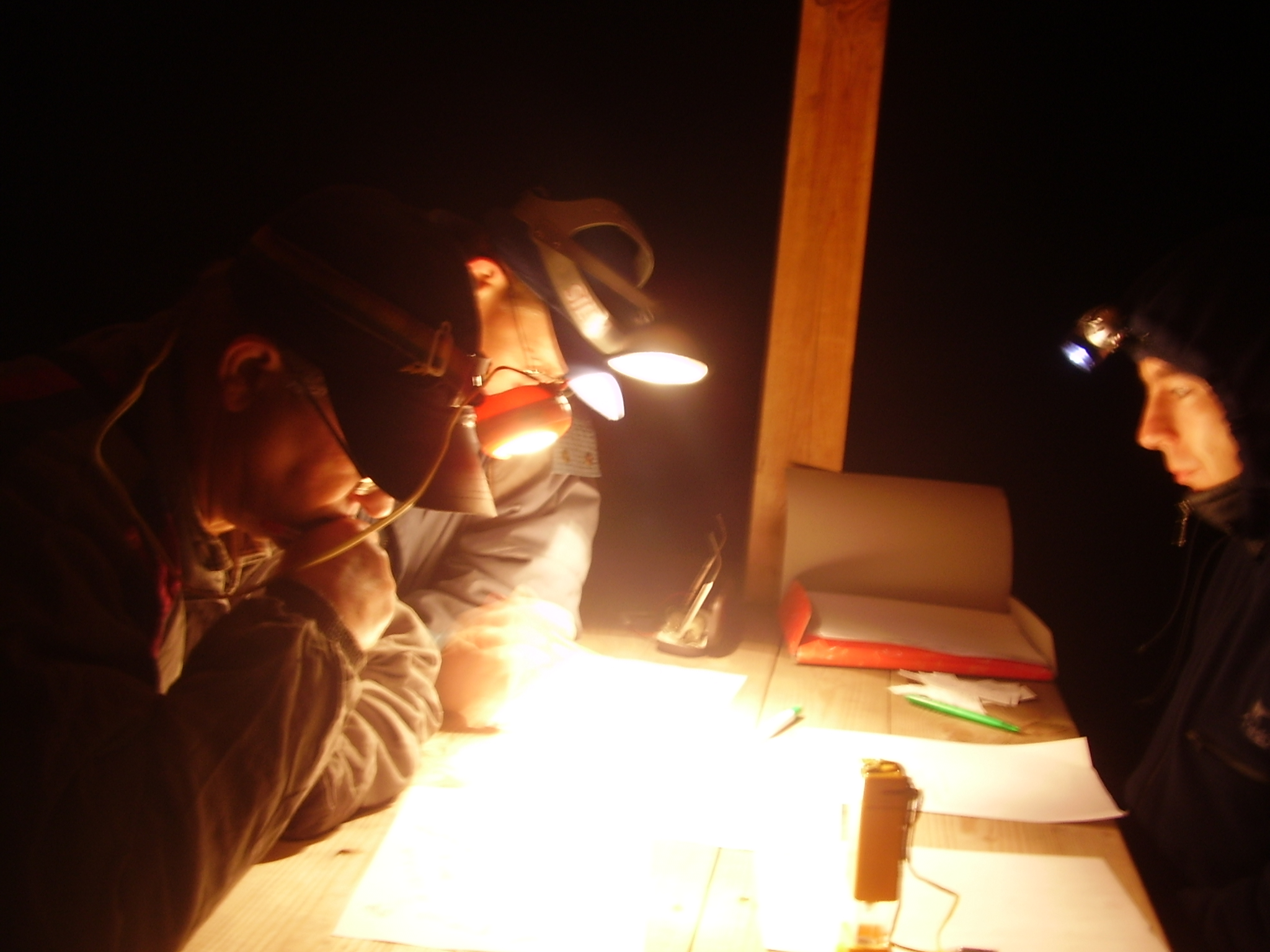
La utilidad de las lámparas frontales reside en la libertad de movimiento de las manos

Este tipo de lámparas funcionan generalmente con tres o cuatro pilas AA o AAA. aunque hay sistemas con baterías pesadas (4xtipo A, o más grandes) generalmente diseñadas para que el emisor de luz se coloque cerca de la parte frontal de la cabeza, con el compartimiento de las baterías en la parte posterior de la cabeza o en el cinturón, si son muy grandes. La lámpara está atada a la cabeza o al casco con una correa elástica. A veces se puede desconectar por completo el paquete de baterías de una lámpara, para guardarlo en un cinturón o en un bolsillo. Las lámparas más ligeras están sujetas a la cabeza del usuario con una banda elástica; los más pesados utilizan una banda adicional en la parte superior de la cabeza.
Cuando salieron al mercado los LEDs blancos se adoptaron rápidamente para su uso en las lámparas frontales debido a su menor tamaño, menor consumo de energía y durabilidad mejorada en comparación con las bombillas incandescentes LED de potencia de 1 vatio o más han desplazado las bombillas incandescentes en muchos modelos de lámparas. Para evitar dañar las piezas electrónicas, generalmente se requiere un disipador de calor para las lámparas que usan LED. Normalmente se utilizan convertidores CC-CC para regular la alimentación de los LED que disipan más de 1W, a veces controlados por microprocesadores. Esto permite que los LED proporcionen un brillo que no se ve afectado por la progresiva caída de voltaje de la batería, y además permite niveles de salida seleccionables. Después de la introducción de LED para las linternas a veces se utilizaron combinaciones de lámparas LED y halógenas, que permitía al usuario seleccionar entre los tipos según la tarea.

## Historia

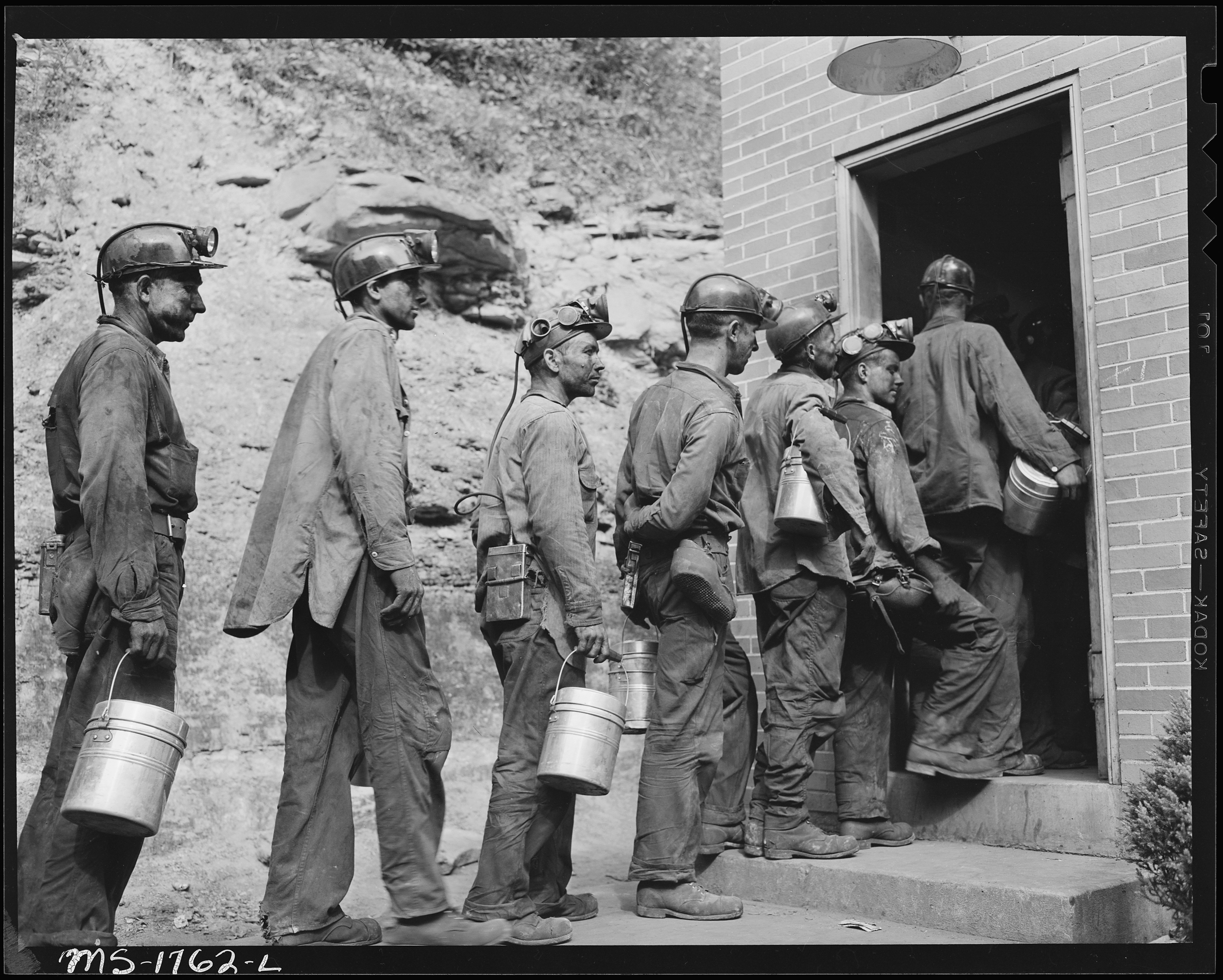
Los mineros de carbón usaban lámparas en 1946. Al final del turno, las lámparas se verificaban en la caseta del almacén para recargarlas y mantenerlas.

El 9 de noviembre de 1815, fue presentada la lámpara de Davyen la Royal Society de Londres, era una lámpara de seguridad inventada por el químico británico Sir Humphry Davy para evitar las explosiones causadas por la ignición del gas grisú en las minas de carbón. una linterna de queroseno que tenía la llama protegida por una pantalla de tela metálica fina, que impedía la propagación de la llama hacia el gas. Alrededor de 1900 se desarrollaron las lámparas de carburo, y se mantuvieron en uso incluso cuando aparecieron lámparas eléctricas, debido a la poca duración de la batería de estas últimas. El advenimiento de lámparas LED de alta eficiencia desplazó finalmente las lámparas incandescentes o de combustión.
Thomas Edison desarrolló lámparas con una pila eléctrica para mineros a partir de 1914; en 1915, la Oficina de Minas de los Estados Unidos aprobó unas lámparas para el uso seguro en minas de carbón con acumulación de gas grisú; entre sus características incluían unos contactos con un resorte para desconectar automáticamente las bombillas fundidas. Estas lámparas consistían en un reflector con una lámpara incandescente y una batería de celda húmeda montada por separado en la correa. La batería estaba dimensionada para alimentar la lámpara durante todo un turno de trabajo. Al cabo de 12 horas, una lámpara de minero de la época (1917) generaba menos luz que una vela, aproximadamente de 2 a 5 lúmenes. Este patrón se hizo popular para lámparas similares. Las lámparas aprobadas para su uso en minas de carbón están diseñadas de manera que no permitan que una chispa interna pueda encender el gas inflamable que podría flotar en el entorno de la lámpara.

## Galería

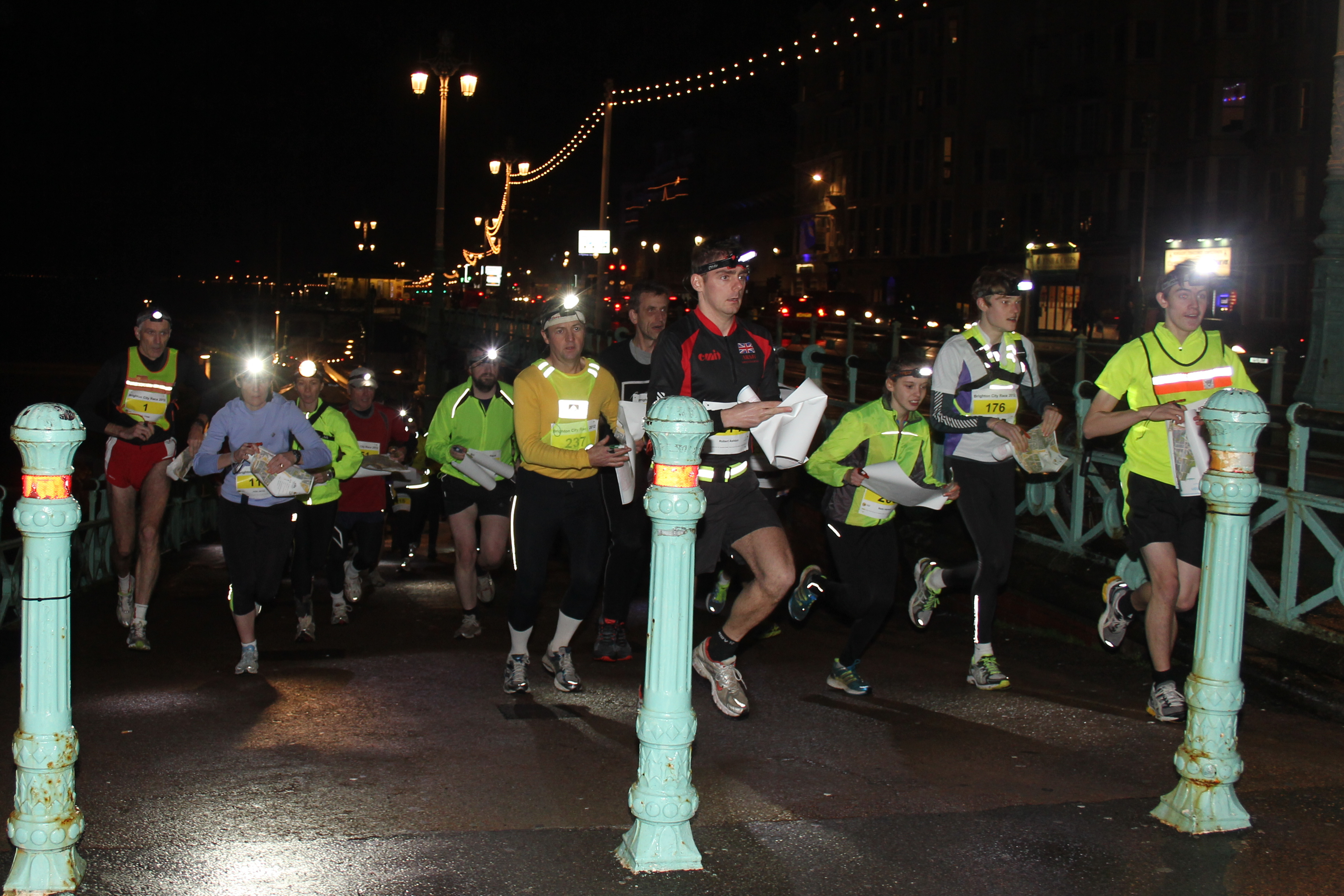
Salida de la carrera Brighton City Race
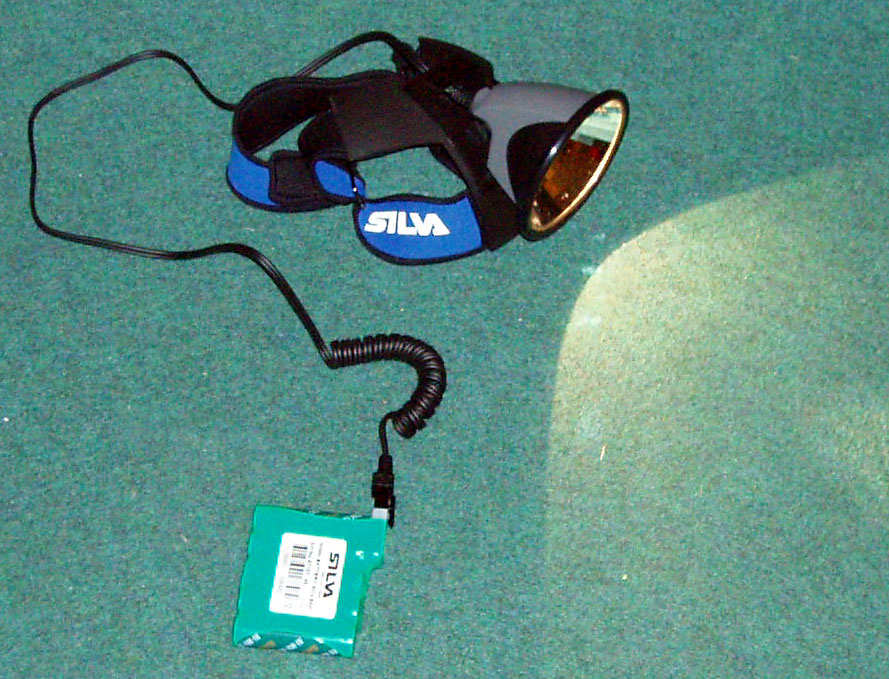
Lámpara halógena Silva utilizada para orientación nocturna con caja de baterías y lámpara separadas
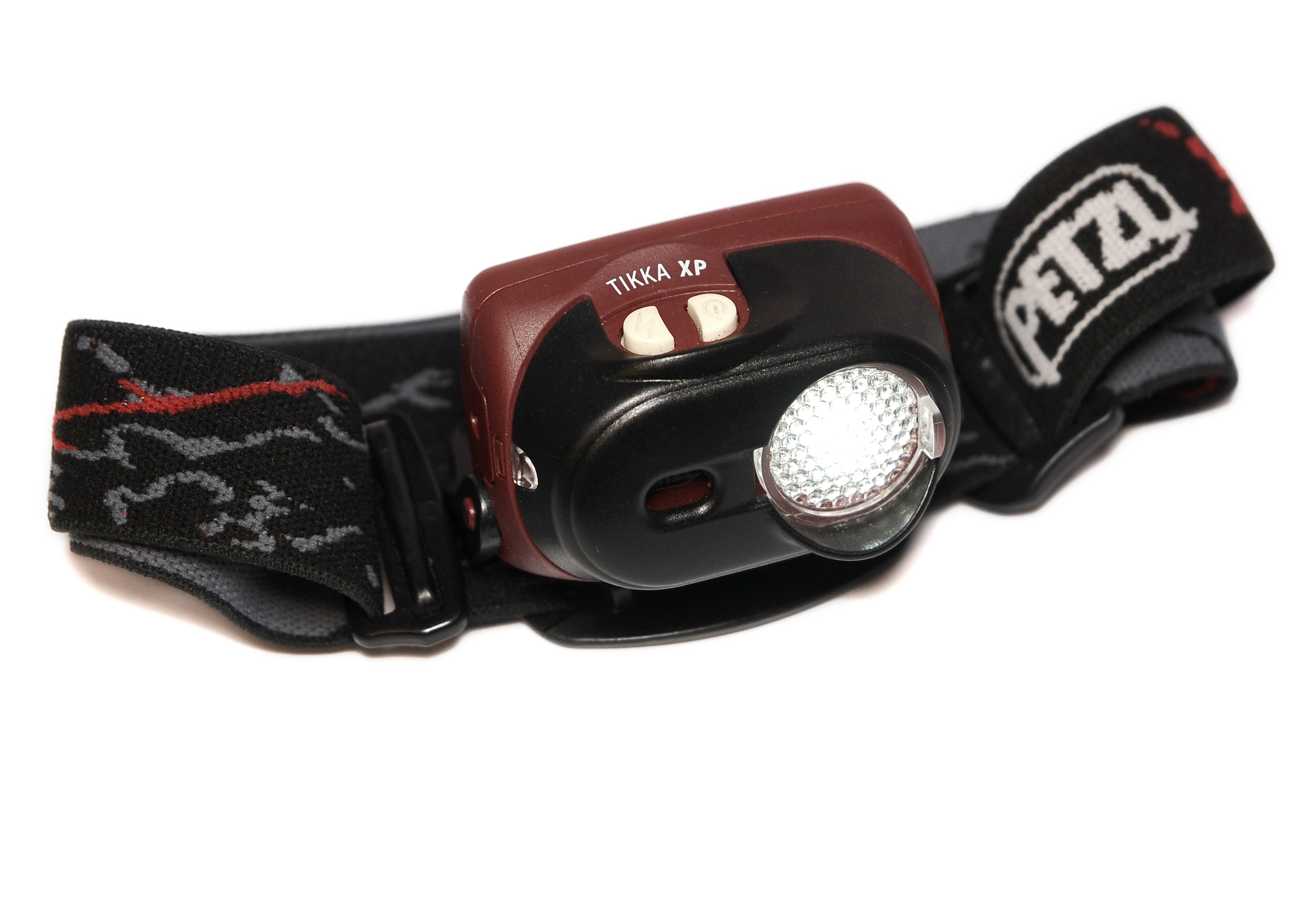
Lámpara LED Petzl con pilas combinadas con la lámpara
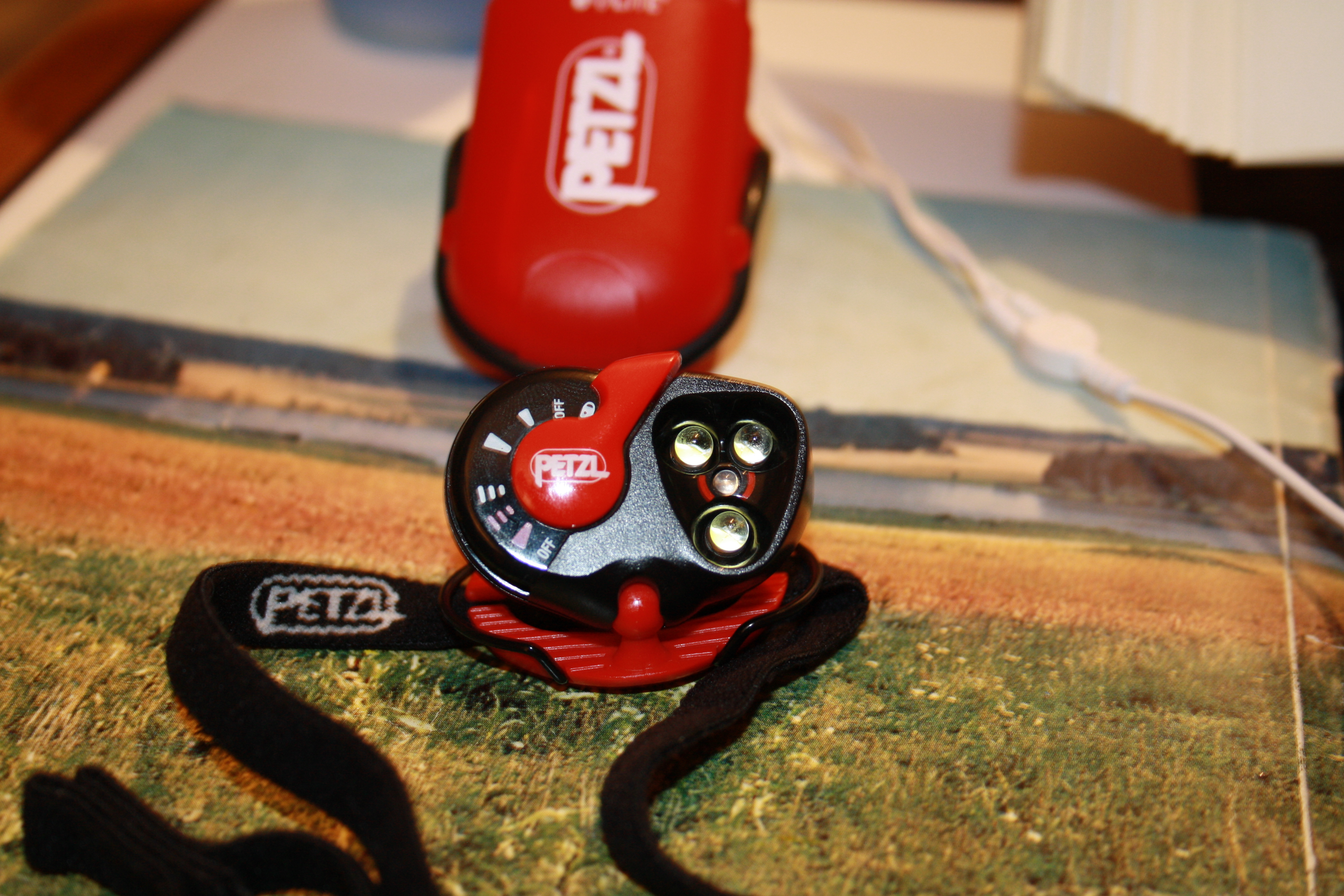
Petzl de LEDs

## Fabricantes
- Petzl
- Silva